# 犬飼知三郎
犬飼 知三郎（いぬかい ちさぶろう）は、漫画『ドカベン』に登場する架空の人物。『大甲子園』で初登場。
犬飼三兄弟の末弟で、兄は小次郎と武蔵。

## 人物
- 高知県・室戸学習塾のエース。サイドスロー。兄・小次郎と同じく左投左打（スーパースターズ編で、一度だけ右打席に立った事がある）。山田世代よりふたつ下。山田から盗塁を決めたり、プロでもランニングホームランを打ったことがある俊足。眼鏡選手で三兄弟では一番小柄であるが、能力や体格で勝る兄と違い知性溢れる頭脳的ピッチングを武器とする。但し好戦的な犬飼兄弟の血は健在で愛犬・嵐をも退かした眼光を有する。
- 高校時代は、サイドスローから繰り出す「超対角線投法」、オーバースローから繰り出す「マウンテンボール」が最大の武器だったが、プロに入ってからはなぜか一度も投げた事はない。オリジナルのナックルボール「ドックル」（岩鬼正美が命名）を持つ。
- ドックルは岩木哲コーチや城島健司、中嶋聡が取れないほどの不規則な変化をする。山田はキャンプで猛特訓することによって捕球できるようになった。岩鬼は難なく捕球することができたため（小次郎曰く「悪球打ちの岩鬼にとってドックルはいい球」）、ダイエーに指名された場合は知三郎の登板時のみ岩鬼が捕手を務める予定だった。
  - プロ入り時点の山田のモノローグによるとドックルがないとプロには通用しないレベルだったということで、山田は知三郎のためにも必死でドックル捕球の練習に取り組んだ。
- 不知火守同様、つばの割れた帽子がトレードマーク。
- 『大甲子園』と『スーパースターズ編』では、キャラクターの設定がやや異なっている。前者では、室戸学習塾に入学した知三郎を元明訓高校監督の徳川家康が誘って野球を始めた事になっているが、後者では「おれ、中学時代捕手でしたよ」と言う場面がある事から、中学以前から野球をしていた事になっている。

## 経歴
- 1年夏の県大会予選決勝で、兄・武蔵と犬神了のいる土佐丸高校を破り、甲子園出場を決める。県予選では1点も取られることがなく、小柄で球威こそ無いが、抜群のコントロールと鋭い洞察力を駆使したそのクレバーな投球術は「ゼロの神話」として知られていた。
- 甲子園では初日第一試合の1回戦で明訓高校と対戦、頭脳的な投球で殿馬一人、山田らを翻弄し、あと一歩で完封勝利というところまで追いつめるが、延長の末2対4で惜敗。この試合で岩鬼の策略に徳川監督共々嵌り、決勝点となる勝ち越しツーランホームランを打たれて敗れたことで、その後は岩鬼を尊敬するようになる。その前に悪球打ちの岩鬼ですら届かない位置で捕手も捕れない暴投を投げ（勿論ランナーは無し）、事実上の敬遠を行っている。

| 明訓 | 0 | 0 | 0 | 0 | 0 | 0 | 0 | 0 | 2 | 2 | = | 4 |
| 室戸 | 0 | 0 | 0 | 0 | 0 | 1 | 0 | 0 | 1 | 0 | = | 2 |

- 高校卒業後、地元の室戸大学に進学。しかし、理事長の息子が権力をバックに野球部のエースになっていたことに失望し中退、プロ入りを志す。岩鬼を尊敬していたことと兄・小次郎がいることから、彼らが所属するダイエーへの入団を希望し、入団テストを受け合格していたが、ドラフト会議でダイエーのみならず近鉄、阪神、西武からも指名を受け、西武が交渉権を獲得する。山田、岩鬼から説得されても浪人して来年ダイエーに入ると言い張ったが、愛犬・嵐の死で気持ちが変わり、山田が在籍する西武ライオンズに入団した。
- ルーキーイヤーの1998年は東尾修監督の発案によって、問題児で山田しか操れない蔵獅子丸、山田しか捕球できないドックルを投げないと通用しない知三郎を2人セットとし、この2人の登板日の投手采配は山田に任せるという「三位一体」システムを取り、それをいきなり開幕戦にぶつけたため、プロ入り初登板初先発が開幕戦となった。「三位一体」の日の東尾修監督は、他に投手をベンチ入りさせない、小次郎との初の兄弟対決の試合では途中から野手采配も山田に任せる（この試合では満塁の場面でDHを放棄して打席に立った知三郎はランニング満塁ホームランを打っている。なお、一塁ランナーの獅子丸は超鈍足でホームクロスプレイだったが、すぐ後ろに知三郎が来ており、クロスプレイがもつれているうちにホームを駆け抜けた）などかなり思い切った作戦をとっていた。ただし、「三位一体」システムは1998年のシーズンに描かれただけだったためその後解体した模様。
- 2002年の開幕戦では9回2死で里中の完全試合を阻止するための代打として登場。フルカウントから高めのきわどい球を見逃し、フォアボールと確信するが判定はストライクで完全試合達成。山田は2002年からの新ストライクゾーンだからストライクで、去年までならボールと解説した。
- 2004年、四国アイアンドッグスに無償トレードで移籍。移籍後は野手に転向し、主に7番・DHとして出場。2006年からは雲竜大五郎にDHのスタメンをとられている。2007年の後半には「ドッグスのストッパー」と呼ばれており、投手に再転向した模様（なお、パ・リーグではDH制を採っているが、採用するかはチームの裁量であり強制ではない）。

## 主な記録
- プロ入り初登板が開幕投手（1998年）
- 公式戦初打席満塁本塁打（1998年5月10日、ダイエー戦）- ランニング本塁打。

## 背番号
- 01（1998年 - 2003年）
- 21（2004年 - ）